# 鷲見ヶ原うぐいすの論証
『鷲見ヶ原うぐいすの論証』（すみがはらうぐいすのろんしょう）は、久住四季による日本のライトノベル。イラストはカツキ。電撃文庫（アスキー・メディアワークス）より、2009年8月に刊行された。

## ストーリー
語り手である麻生丹譲と鷲見ヶ原うぐいすが事件を論証していく物語。

## 登場人物
麻生丹 譲（あそうに ゆずる）
この作品の語り手。私立城翠大学付属高校2年2組出席番号1番。2年になる今まで定期試験で学年最下位の席を明け渡した事がない。うぐいすからはゆずさんと呼ばれている。知覚直感(プレモニ)の素質者で、五感が鋭く、人間には知覚できない現象を曖昧な感覚として捉えることができる。高校入学時にある事件に遭い、それ以来玲やうぐいすと関係を持つようになった。
鷲見ヶ原 うぐいす（すみがはら うぐいす）
私立城翠大学付属高校2年2組出席番号12番。授業は徹底的にサボるが全教科満点以外取った事がなく入学以来学年トップの成績。薬歌家と親戚関係にある。隠れ巨乳で譲いわくサイズはDかE。どこからともなく分厚い本を出す。素質は失くしているがクラス･プリンストンの出身。譲が遭った事件を解決したことがある。
薬歌 玲（くすこ れい）
私立城翠大学付属高校3年で生徒会長。超常現象、怪奇現象、心霊体験、神秘体験などの不可思議な事件に並々ならぬ興味を示しその真偽を確かめようとする性癖の持ち主。
霧生 賽馬（きりゅう さいま）
数学者で数理と論理の天才。麒麟館の主人。
霧生 那由（きりゅう なゆ）
霧生賽馬の娘。
室火野 薫（むろびの かおる）
直感像記憶（フォトグラフィックメモリ）の素質者で、一度見たものは忘れない。クラス･コペンハーゲンの出身。職業は刑事で直感像記憶の能力を活用し普段は繁華街で指名手配犯を検挙している。
姫鳴 椿（ひめなり つばき）
結社に所属している。
千代辺 雛子（ちよべ ひなこ）
判別直感（ポリグラフ）の素質者で、粘膜接触(キス等)をした相手の嘘が分かる。クラス･チューリッヒの出身。職業は探偵であるが判別直感を使うため捜査も推理もすることなく犯人を当てることができる。依頼の9割以上が国外からで年中世界を飛び回っている。粘膜接触の効果は3日程度。身寄りがなく施設で暮らし、10歳頃に学校に通い始めた。子供の頃の記憶がなく両親の顔や施設に引き取られた経緯なども知らない。

## 用語
城翠大学付属高校（じょうすいだいがくふぞくこうこう）
都内有数の偏差値の高い高等学校。
薬歌家（くすこけ）
城翠の大学から幼稚舎までを運営している一族。
学校（クラス）
ギフテッド、タレンテッドなどの神経素質者を集めた教育施設。世界中に点在している。
結社（けっしゃ）
科学では解明できない出来事を研究しようとしている組織。世界最大規模を誇る魔術研究団体。日本では天頂の結社と呼ばれている。
麒麟館（きりんかん）

## 既刊一覧
- 鷲見ヶ原うぐいすの論証 2009年8月10日初版発行 ISBN 978-4-04-867946-6